# Hatillo de Loba

Localização do município de Hatillo de Loba no departamento de Bolívar

Hatillo de Loba é um município do departamento de Bolívar, na Colômbia.